# Enterprise (Oregón)
Enterprise es una ciudad ubicada en el condado de Wallowa en el estado estadounidense de Oregón. En 2000 tenía una población de 1.895 habitantes y una densidad poblacional de 498 personas por km².

## Geografía
Enterprise se encuentra ubicada en las coordenadas 45°25′27″N 117°16′37″O / 45.42417, -117.27694.

## Demografía
Según la Oficina del Censo en 2000 los ingresos medios por hogar en la localidad eran de $ 31.429 y los ingresos medios por familia eran $ 39.338. Los hombres tenían unos ingresos medios de $ 29.688 frente a los $ 22.232 para las mujeres. La renta per cápita para la localidad era de $ 16.755. Alrededor del 11,3 por ciento de la población estaban por debajo del umbral de pobreza.

## Localidades adyacentes
Diagrama de las localidades a un radio de 44 km a la redonda de Long Neck. 